# 阿尔沃通镇
阿尔沃通镇是西班牙阿拉贡自治区萨拉戈萨省的一个市镇。 总面积76平方公里，总人口138人（2001年），人口密度2人/平方公里。